# Pteronia hutchinsoniana
Pteronia hutchinsoniana là một loài thực vật có hoa trong họ Cúc. Loài này được Compton miêu tả khoa học đầu tiên.